# Avortement en Hongrie
L'avortement est légalement autorisé en Hongrie depuis 1953, la modification la plus récente des lois sur l'avortement étant la loi LXXIX de 1992 sur la protection de la vie fœtale,. Selon les lois actuelles, les avortements peuvent être pratiqués jusqu'à 12 semaines mais peuvent être prolongés jusqu'à 24 semaines dans certaines circonstances.
L'accès à l'avortement exige que la femme obtienne un certificat d'un gynécologue confirmant la grossesse, puis qu'elle consulte une sage-femme du service de protection de la famille au moins deux fois et qu'elle attende 72 heures avant que l'intervention ait lieu.
En septembre 2022, il est désormais obligatoire pour chaque femme souhaitant pratiquer un avortement d'écouter les battements de coeur du foetus avant d'y avoir recours,.

## Histoire de la légalisation

### Avortement en Hongrie socialiste
L'avortement a fait l'objet d'une autorisation légale dès 1953. La loi sur l'avortement a été modifiée trois fois depuis, en 1956, 1973, et 1992. De ce fait, la Hongrie est depuis longtemps un pays où l'avortement est légal, bien que certains obstacles à l'accès à l'avortement aient toujours existé. Après la chute du communisme en Hongrie, le pays connait une grave détresse sociale et économique ; néanmoins, les forces catholiques conservatrices nouvellement apparues n'ont pas réussi à convaincre le gouvernement d'interdire l'avortement : la nouvelle loi post-communiste de 1992 a largement reflété l'ancienne, étant même, à certains égards, plus libérale que la précédente.

### Loi actuelle
L'avortement est réglementé par la loi LXXIX de 1992 sur la protection de la vie fœtale,. En vertu de cette loi, un avortement est normalement autorisé jusqu'à 12 semaines. Cependant, dans certaines circonstances, la limite peut être étendue à 18, 20 ou 24 semaines. Une grossesse peut être interrompue à tout moment si le fœtus est atteint d'une maladie mortelle (par exemple, l'anencéphalie). La grossesse peut être prolongée jusqu'à 18 semaines si la santé de la femme est gravement menacée ou si elle résulte d'un viol et qu'en plus de ces conditions, la femme n'était pas au courant de sa grossesse auparavant en raison d'un problème médical ou d'une erreur de l'institution. Pour la prolonger jusqu'à 24 semaines, le fœtus doit présenter un risque de 50 % de présenter une malformation génétique ou tératologique. En vertu de cette loi, un avortement est normalement autorisé jusqu'à 12 semaines. Cependant, dans certaines circonstances, la limite peut être étendue à 18, 20 ou 24 semaines. Une grossesse peut être interrompue à tout moment si le fœtus présente une atteinte létale (c'est-à-dire une anencéphalie). La grossesse peut être prolongée jusqu'à 18 semaines si la santé de la femme est gravement menacée ou si elle résulte d'un viol et qu'en plus de ces conditions, la femme n'était pas au courant de sa grossesse auparavant en raison d'un problème médical ou d'une erreur de l'institution. Pour la prolonger jusqu'à 24 semaines, le fœtus doit présenter un risque de 50% de présenter une malformation génétique ou tératologique.
En 1998, la plus haute cour du pays a exigé qu'une définition soit fournie pour le terme "situation de crise grave", car on craignait que les femmes subissant la procédure ne soient pas réellement en "crise", et si elles l'étaient, qu'elles obtiennent une aide psychiatrique après leur avortement. Le 29 juin 2000, le ministère de la Santé a défini une "situation de crise grave" comme "lorsqu'elle provoque une atteinte corporelle ou mentale, ou une situation socialement intolérable".
Le gouvernement hongrois a organisé une campagne anti-avortement en 2011, où des affiches montraient l'image d'un bébé dans le ventre de sa mère, avec la légende suivante : "Je comprends que vous n'êtes pas encore prêts pour moi, mais donnez-moi à l'agence d'adoption, LAISSEZ-MOI VIVRE !" Le gouvernement a été vivement critiqué pour avoir utilisé des fonds de l'Union européenne pour cette campagne. La commissaire européenne Viviane Reding a déclaré que la campagne "va à l'encontre des valeurs européennes".
La nouvelle constitution de la Hongrie, promulguée en 2012, stipule que la vie humaine sera protégée dès le moment de la conception, bien que, jusqu'à présent, la loi sur l'avortement n'ait pas été modifiée.
Depuis 2017, en raison des défis démographiques, le gouvernement d'Orban met en place une nouvelle politique familiale en Hongrie avec le Plan d'action pour la protection de la famille, prévoyant par exemple une taxe forfaitaire et des allocations familiales afin d'augmenter le taux de natalité en Hongrie. Avec cette politique pro-nataliste, les hôpitaux ont le droit de refuser de pratiquer des avortements, les cliniques qui les pratiquent sans essayer de décourager les femmes doivent faire face à des pressions politiques et le gouvernement met en place des campagnes anti-avortement dans le métro et dans les écoles. Ces campagnes constituent une violation des règles de l'Union européenne concernant le programme de financement dont bénéficie la Hongrie.
Le 15 septembre 2022, la Hongrie adopte de nouvelles restrictions à l'avortement, avec un projet de loi sur les échographies obligatoires. Les femmes qui souhaitent avorter seront désormais obligées d'« écouter les battements de cœur du fœtus » avant de pouvoir avorter. Ce projet de loi a été promu par le parti d'extrême droite Mi Hazank,,.

## Procédure
La Hongrie est influencée par le catholicisme romain et, bien que l'avortement soit légal, il n'est pas facile d'accès : les femmes doivent suivre une procédure spécifique impliquant un conseil, une période d'attente et un certificat d'une sage-femme, ainsi qu'écouter les battements de cœur du fœtus afin d'obtenir un droit à un avortement.
Pour interrompre une grossesse, la femme et, si possible, le père sont tenus de rencontrer le service de protection de la famille au moins deux fois pour recevoir des informations sur l'interruption de la grossesse. La femme doit apporter une lettre de son gynécologue confirmant la grossesse et la sage-femme spécialement formée du service de protection de la famille lui fournira des informations pour choisir une autre solution. Si la femme souhaite toujours avorter, elle doit revenir dans les 72 heures. Le membre du personnel lui fournira des informations sur le processus d'interruption de grossesse et lui remettra une recommandation de l'hôpital que la femme et, si possible, le père, doivent signer. Le jour de l'avortement, la femme peut se rendre dans l'établissement de santé de son choix et doit à nouveau signer les documents confirmant l'interruption de sa grossesse[3]. Selon le Comité pour l'élimination de la discrimination à l'égard des femmes, l'objection de conscience des médecins hongrois constitue un obstacle à l'avortement.

## Statistiques
Entre 2010 et 2015, le nombre d'avortements déclarés par an a diminué de 22,9 %, ce qui a été attribué à l'introduction de mesures pro-famille par le gouvernement hongrois. L'adoption est encouragée par l'État lorsque les femmes ne veulent pas garder leur nouveau-né. Il existe également des cours d'éducation et des aides aux familles qui le souhaitent,. En juillet 2022, le nombre de praticiens médicaux prêts à pratiquer des avortements est en baisse,.
| Année | Nombre d'avortements pratiqués légalements | Taux d'avortements pour 100 naissances |      |       |     |
| ----- | ------------------------------------------ | -------------------------------------- | ---- | ----- | --- |
| Année | Nombre d'avortements pratiqués légalements | Taux d'avortements pour 100 naissances | 1950 | 1,707 | 0.9 |
| 1951  | 1,700                                      | 1.0                                    |      |       |     |
| 1952  | 1,700                                      | 1.1                                    |      |       |     |
| 1953  | 2,800                                      | 1.0                                    |      |       |     |
| 1954  | 16,300                                     | 7.2                                    |      |       |     |
| 1955  | 35,398                                     | 16.8                                   |      |       |     |
| 1956  | 82,463                                     | 42.8                                   |      |       |     |
| 1957  | 123,383                                    | 73.8                                   |      |       |     |
| 1958  | 145,578                                    | 91.9                                   |      |       |     |
| 1959  | 152,404                                    | 100.8                                  |      |       |     |
| 1960  | 162,160                                    | 110.7                                  |      |       |     |
| 1961  | 169,992                                    | 121.1                                  |      |       |     |
| 1962  | 163,656                                    | 125.8                                  |      |       |     |
| 1963  | 173,835                                    | 131.4                                  |      |       |     |
| 1964  | 184,367                                    | 139.5                                  |      |       |     |
| 1965  | 180,269                                    | 135.5                                  |      |       |     |
| 1966  | 186,773                                    | 134.9                                  |      |       |     |
| 1967  | 187,527                                    | 126.0                                  |      |       |     |
| 1968  | 201,096                                    | 130.2                                  |      |       |     |
| 1969  | 206,817                                    | 134.0                                  |      |       |     |
| 1970  | 192,283                                    | 126.7                                  |      |       |     |
| 1971  | 187,425                                    | 124.4                                  |      |       |     |
| 1972  | 179,035                                    | 116.8                                  |      |       |     |
| 1973  | 169,650                                    | 108.6                                  |      |       |     |
| 1974  | 102,022                                    | 54.8                                   |      |       |     |
| 1975  | 96,212                                     | 49.5                                   |      |       |     |
| 1976  | 94,720                                     | 51.1                                   |      |       |     |
| 1977  | 89,096                                     | 50.2                                   |      |       |     |
| 1978  | 83,545                                     | 49.7                                   |      |       |     |
| 1979  | 80,767                                     | 50.4                                   |      |       |     |
| 1980  | 80,882                                     | 54.4                                   |      |       |     |
| 1981  | 78,421                                     | 54.9                                   |      |       |     |
| 1982  | 78,682                                     | 58.9                                   |      |       |     |
| 1983  | 78,599                                     | 61.8                                   |      |       |     |
| 1984  | 82,191                                     | 65.6                                   |      |       |     |
| 1985  | 81,970                                     | 63.0                                   |      |       |     |
| 1986  | 83,586                                     | 65.2                                   |      |       |     |
| 1987  | 84,547                                     | 67.2                                   |      |       |     |
| 1988  | 87,106                                     | 70.1                                   |      |       |     |
| 1989  | 90,508                                     | 73.4                                   |      |       |     |
| 1990  | 90,394                                     | 71.9                                   |      |       |     |
| 1991  | 89,931                                     | 70.7                                   |      |       |     |
| 1992  | 87,065                                     | 71.5                                   |      |       |     |
| 1993  | 75,258                                     | 64.3                                   |      |       |     |
| 1994  | 74,491                                     | 64.4                                   |      |       |     |
| 1995  | 76,957                                     | 68.7                                   |      |       |     |
| 1996  | 76,600                                     | 72.8                                   |      |       |     |
| 1997  | 74,564                                     | 74.3                                   |      |       |     |
| 1998  | 68,971                                     | 70.9                                   |      |       |     |
| 1999  | 65,981                                     | 69.7                                   |      |       |     |
| 2000  | 59,249                                     | 60.7                                   |      |       |     |
| 2001  | 56,404                                     | 58.1                                   |      |       |     |
| 2002  | 56,075                                     | 57.9                                   |      |       |     |
| 2003  | 53,789                                     | 56.8                                   |      |       |     |
| 2004  | 52,539                                     | 55.2                                   |      |       |     |
| 2005  | 48,689                                     | 49.9                                   |      |       |     |
| 2006  | 46,324                                     | 46.4                                   |      |       |     |
| 2007  | 43,870                                     | 44.9                                   |      |       |     |
| 2008  | 44,089                                     | 44.5                                   |      |       |     |
| 2009  | 43,181                                     | 44.8                                   |      |       |     |
| 2010  | 40,449                                     | 44.8                                   |      |       |     |
| 2011  | 38,443                                     | 43.7                                   |      |       |     |
| 2012  | 36,118                                     | 40.0                                   |      |       |     |
| 2013  | 34,891                                     | 39.3                                   |      |       |     |
| 2014  | 32,663                                     | 35.7                                   |      |       |     |
| 2015  | 31,176                                     | 34.0                                   |      |       |     |
| 2016  | 30,439                                     | 32.7                                   |      |       |     |
| 2017  | 28,496                                     | 31.1                                   |      |       |     |
| 2018  | 26,941                                     | 30.0                                   |      |       |     |
| 2019  | 25,783                                     | 28.9                                   |      |       |     |
| 2020  | 23,900                                     | 25.9                                   |      |       |     |